# Biessis
Els biessis (en llatí: Biessi, en grec antic: Βίεσσοι, 'Víessoi') eren un poble de la Sarmàcia europea, que vivien a la part nord dels Carpats, a l'oest dels tagris. Ocupaven probablement la regió de la ciutat actual de Biecz a Galítzia.